# Psychotria triclada
Psychotria triclada är en måreväxtart som beskrevs av Ernest Marie Antoine Petit. Psychotria triclada ingår i släktet Psychotria och familjen måreväxter. Inga underarter finns listade i Catalogue of Life.